# Wit-Russische Nationale Republiek
De Wit-Russische Nationale Republiek (Wit-Russisch: Белару́ская Наро́дная Рэспу́бліка (БНР), Belaruskaja Narodnaja Respublika (BNR)) was een onafhankelijke staat tussen 1918 en 1919. De naam wordt soms ook vertaald als volksrepubliek maar dit schept verwarring met de latere communistische volksrepubliek.
In 1919 werd het land bezet door de Russische Socialistische Federatieve Sovjetrepubliek, die de vazalstaat Wit-Russische Sovjetrepubliek oprichtte die het grootste gedeelte van het gebied van de Wit-Russische Nationale Republiek omvatte. Een kleiner gebied in het zuidwesten van het voormalige territorium werd aan de Tweede Poolse Republiek toegewezen en een klein deel in het zuidoosten werd aan de Oekraïense Volksrepubliek  toegewezen.
Een, nog steeds bestaande, regering in ballingschap werd gevormd met tegenwoordig Praag als zetel.

## Geschiedenis
Tijdens de Eerste Wereldoorlog was Wit-Rusland bezet door de Duitsers. Na de Vrede van Brest-Litovsk wilde Duitsland van het land een bufferstaat maken. De nationale republiek werd op 25 maart 1918 uitgeroepen.
De republiek was geen echte staat en had geen grondwet of leger, al werden er wel pogingen ondernomen om deze te bekomen. Nadat het Duitse leger aan het einde van de oorlog was weggetrokken kwam het Rode Leger het land binnen om van Wit-Rusland een radenrepubliek te maken. Hiertoe werd de Wit-Russische Sovjetrepubliek opgericht.
Daarop verhuisde de regering (Rada) naar Hrodna. Na de Poolse invasie tijdens de Pools-Russische Oorlog (1919-1921) ging de regering in ballingschap. Gedurende de jaren 1920 voerde ze een anticommunistische strijd. De Rada werd erkend door Duitsland, Litouwen en Tsjecho-Slowakije.
Gelijkaardige regeringen in ballingschap van onder andere Polen en Litouwen hieven zichzelf op toen begin jaren 1990 het communisme viel en de Sovjet-Unie opgeheven werd. De Rada heeft dit niet gedaan omdat ze de huidige Wit-Russische regering onder president Aleksandr Loekasjenko ziet als niet-democratisch.
De huidige president van de regering in ballingschap is Ivonka Soervilla (Toronto, Canada).

## Presidenten
- Jan Sjerada (1918–1919)
- Pjotra Kretsjewski (1919–1928)
- Vasil Zacharka (1928–1943)
- Mikola Abramtsjyk (1944–1970)
- Vincent Zjoek-Hrysjkevitsj (1970–1982)
- Jazep Sazjytsj (1982–1997)
- Ivonka Soervilla (1997–heden)